# Ferdinand Gregorovius
Ferdinand Gregorovius (Neidenbourg, 19 janvier 1821 – Munich, 1er mai 1891) est un historien allemand.
Spécialisé dans l’histoire médiévale de Rome. Il est surtout connu pour Wanderjahre in Italien ; le récit d’un voyage en Italie qu’il réalisa dans les années 1850, et le monumental Die Geschichte der Stadt Rom im Mittelalter (Histoire de Rome au Moyen Âge), un classique de la Renaissance au début du Moyen Âge et de l’histoire. Il a également écrit la biographie du pape Alexandre VI et de Lucrèce Borgia, ainsi que des ouvrages sur l’histoire byzantine et médiévale d’Athènes. Gregorovius était un protestant qui, selon le père John Hardon, était « un ennemi juré des papes » (1998).

## Biographie
Les souvenirs historiques de la forteresse teutonique (en) de sa ville de naissance, où son père était magistrat, et où avaient autrefois résidé les commandeurs de l’Ordre teutonique, ont exercé de bonne heure une vive influence sur son esprit d’enfant. Faisant son gymnase à Gumbinnen, pendant l’Insurrection de Pologne, les scènes dont il a été le témoin, à l’arrivée de maints fugitifs polonais qui venaient chercher un asile sur le territoire prussien paraissent avoir fait sur lui une profonde impression.
En 1838, il a intégré l’université de Königsberg pour y étudier la théologie et la philosophie. En dépit du caractère essentiellement provincial de cette université qui ne comptait presque que des jeunes gens de Prusse orientale, la jeunesse de Königsberg n’est pas restée pas indifférente à l’agitation qui s’est emparée des esprits vers 1840, et Gregorovius moins que tout autre. Après avoir passé son premier examen de théologie, il a renoncé au pastorat et il est parti comme précepteur pour Soldau, petite ville la Prusse orientale à la frontière de la Pologne, dans l’intention de s’y consacrer aux études philosophiques.
En 1843, il a écrit sa thèse de docteur sur l’Idée du beau chez Plotin, et n’a pas tardé à se faire connaitre par quelques travaux littéraires. Puis, se tournant vers la politique, il a écrit en 1848 : La Pologne, deux volumes sur l’histoire des souffrances des Polonais (Die Idee des Polenthums. Zwei Bücher polnischer Leidensgeschichte), apologie enthousiaste de la Pologne. L’année suivante, il a publié ses Chants polonais et magyares, qu’il dédia à Lenau. Les événements de Pologne et de Hongrie l’avaient rempli d’une telle tristesse qu’il considérait la cause de la liberté comme perdue à jamais, et l’avenir lui apparaissait sous les couleurs les plus sombres. La même année il publiait : La doctrine socialiste du Wilhelm Meister de Goethe (Goethe’s Wilhelm Meister in seinen socialistischen Elementen entwickelt). C’est une interprétation de ce roman qui, selon lui, serait l’exposition d’un nouveau système social. Les personnages, en tant que représentants des différentes classes de la société exerçant les uns sur les autres une influence réciproque, donnent un tableau du développement du problème social. Le principe fondamental de la nouvelle société serait le renoncement qui, après avoir régénéré les individus, amènerait les États à conclure une sorte d’alliance universelle. Cet ouvrage est le dernier où il s’adonne à la spéculation pure. Il s’est tourné, dès lors, définitivement du côté de la science historique pour étudier non théoriquement, mais d’après les faits, les forces présidant au développement de l’histoire.
Sa tragédie historique : la Mort de Tibère (Der Tod des Tiberius, 1851) est une étude psychologique bien plus qu’un poème destiné à la scène. Avec une profonde connaissance de l’âme humaine, utilisant tous les renseignements fournis par les documents, il dresse un tableau saisissant de la vie intérieure du tyran misanthrope. La même année, il a publié encore l’Histoire de l’empereur romain Adrien et de son temps (Geschichte des römischen Kaisers Hadrian und seiner Zeit) où il expose comment les idées humanitaires de la Grèce se venues se mêler aux dures et ambitieuses théories de Rome soumettant le monde entier à sa domination. Trente ans plus tard, il a révisé ce livre, le refondant complètement pour lui donna un titre plus conforme au sujet : l’Empereur Adrien. Tableau de la société romaine et grecque de son temps (Der Kaiser Hadrian. Gemälde der römisch-hellenischen Welt zu seiner Zeit).
Parti pour l’Italie, au printemps de l’année 1852, il y est resté 22 ans, la parcourant dans tous les sens, en visitant toutes les iles, et racontant ses voyages dans une série d’ouvrages fort appréciés qui eurent de nombreuses traductions. Les deux volumes qu’il a écrit sur la Corse (Korsika, Stuttgart, 1854) contiennent des descriptions de la nature et du peuple avec ses vieilles coutumes. Il y donne encore des aperçus historiques originaux, des échantillons de la poésie populaire, et les portraits de Paoli et Bonaparte. L’Académie corse de Bastia a fait traduire cet ouvrage en français.
Il a créé un genre nouveau : la peinture historique, passant maitre dans l’art de réunir les éléments de l’histoire aux grands traits d’un paysage pour en faire un tableau harmonique et attrayant où l’austérité de l’exactitude scientifique s’efface devant le caractère poétique de la conception. Les récits de ses voyages en Italie ont été publiés, en six volumes, sous le titre : Années de voyage en Italie (Wanderjahre in Italien). Il fait passer toute l’Italie sous les yeux de son lectorat, montrant la vie à Rome en 1850, au théâtre de marionnettes, dans les églises, dans les rues, et relatant l’asservissement séculaire des juifs dans la ville sainte. En Sicile, il s’arrête sur les ruines de Syracuse, saisi par la grandeur des tragédies historiques dont les souvenirs se pressent dans sa mémoire. Parcourant le Latium, il dépeint dans une série de tableaux les vieilles villes romaines autrefois si pleines de mouvement et mortes aujourd’hui, les rives fertiles du Liris et les montagnes des Herniques et des Volsques.
Après avoir traduit les chants de Giovanni Moli de Salerne (Lieder des Giovanni Moli von Salerno), il a composé en 1858 le poème d’Euphorion, dont le sujet lui a été inspiré par le candélabre de la maison d’Arrius Diomedes à Pompéi exposé au musée de Naples. L’action en est des plus simples : l’esclave Euphorion, l’artiste qui a fait le candélabre, s’éprend de la fille de son maitre, et la destruction de Pompéi, à laquelle les deux amants échappent comme par miracle, en forme le dénouement. Outre la sympathie qu’inspirent les deux héros principaux, on relève encore dans ce poème un tableau de la vie antique, la description de l’éruption du Vésuve et, par-dessus tout, l’art avec lequel le poète a su, du commencement à la fin de son œuvre, donner l’idée de la vanité des choses humaines.
Tout en parcourant l’Italie dans tous les sens, il ne cessait d’en étudier l’histoire et de rassembler de nombreux matériaux. Il a écrit d’abord un ouvrage sur les Tombeaux des papes (Grabdenkmäler der Päpste), puis de 1859 à 1872 a publié les 8 volumes de son Histoire de la ville de Rome au Moyen Âge (Geschichte der Stadt Rom im Mittelalter) depuis la chute de l’Empire romain jusqu’au temps de la Réformation. Ce travail était d’autant plus difficile que la période qu’il traite était moins connue, et il a été obligé de faire de longues et patientes recherches dans les archives et les bibliothèques du Vatican, des églises et des familles nobles. Ses séjours prolongés à Rome, ses études assidues ainsi que les nombreux documents qu’il s’était procurés, l’avaient familiarisé complètement avec les changements topographiques de la ville éternelle et avaient fait de lui un véritable bourgeois romain du Moyen Âge, en tout point qualifié pour mener à bien la tâche qu’il s’était proposée. Malgré quelques erreurs de détails inévitables, la netteté de l’exposition et la largeur de vues avec laquelle l’auteur embrasse chaque période  a été saluée avec admiration en Italie. Cette œuvre a été traduite en italien aux frais de l’État, et lui a valu la bourgeoisie d’honneur de Rome.
Retourné en Allemagne, en 1874, il est venu s’établir à Munich où il était membre de l’Académie des sciences. Néanmoins ses travaux le ramenaient tous les printemps en Italie, tantôt à Venise où l’attiraient les trésors inépuisables des archives, tantôt à Rome où il assistait aux séances de l’Académie des Lyncéens. Il a publié encore une Monographie de Lucrèce Borgia (Lucretia Borgia nach Urkunden und Korrespondenzen ihrer eigenen Zeit), bientôt traduite en français, en italien et en hongrois. Sans songer à réhabiliter la fille d’Alexandre VI, il montre qu’elle n’a pas été aussi mauvaise que sa réputation et que beaucoup d’accusations portées contre Lucrèce Borgia ont été inventées par les ennemis de sa famille. En 1879 paraissait son étude sur le Pape Urbain VIII et son opposition à l’empereur et à l’Espagne (Papst Urban VIII im Widerspruch zu Spanien und dem Kaiser) où il prouve qu’Urbain VIII, vers 1629-30, connaissait les plans de Gustave-Adolphe contre l’empereur et que, malgré les prières de ce dernier et le danger que courait la cause catholique, il est cependant resté inactif, parce qu’il désirait l’amoindrissement de la maison de Habsbourg dont la puissance lui portait ombrage.
En 1880, il a publié, à la demande de la famille, les Lettres d’Alexandre de Humboldt à son frère Guillaume. Il a fait alors un voyage en Grèce, en Palestine et en Syrie à la suite duquel il a écrit Athènes dans les siècles obscurs (Athen in den dunklen Jahrhunderten) et Athénaïs, histoire d’une impératrice byzantine (Athenaïs, Geschichte einer byzantinischen Kaiserin). Dans ce dernier ouvrage, il présente la figure de cette fille d’un philosophe païen qui a embrassé le christianisme pour pouvoir porter la couronne impériale, et il en fait comme le symbole de la double métamorphose de la Grèce passant du paganisme au christianisme et de l’hellénisme au byzantisme. Enfin, il a mis au jour, en 1889, son Histoire de la ville d’Athènes au Moyen Âge, de Justinien jusqu’à la conquête turque (Geschichte der Stadt Athen im Mittelalter, von der Zeit Justinians bis zur türkischen Eroberung), essai essentiellement destiné, de son propre aveu, à attirer l’attention des historiens sur un sujet encore trop inconnu.
Souffrant depuis longtemps de violents maux de tête, et comprenant que sa fin approchait, il s’est préparé avec stoïcisme à quitter ce monde. Il avait ordonné qu’à sa mort son corps serait brûlé et qu’après l’incinération ses cendres seraient répandues au vent, à moins que ses parents ne s’opposassent à l’exécution de cette dernière volonté, auquel cas il les autorisait à recueillir ses cendres dans une urne. Il avait rédigé également la dépêche qui devait annoncer sa mort à la municipalité de Rome : E morto Ferdinando Gregorovius, cittadino romano, dernier témoignage d’amour à la ville éternelle où il avait trouvé sa patrie intellectuelle et à laquelle il avait consacré le meilleur de sa force et de son talent. Il est mort d’une méningite.

## Publications
- Konrad Siebenhorn’s Höllenbriefe an seine lieben Freunde in Deutschland, Hrsg. von Ferdinand Fuchsmund (Pseud. für F. Gregorovius). Königsberg, Th. Theile, 1843. Neuausgabe (herausgegeben von Ferdinand Fuchsmund und Hans-Joachim Polleichtner), hohesufer.com, Hannover 2011  (ISBN 978-3-941513-18-1).
- Werdomar und Wladislav aus der Wüste Romantik. (Roman). 2 Teile in 1 Band. Königsberg, Universitäts-Buchhandlung, 1845.
- Die Romantik und Eichendorf’s jüngstes Buch (1848)[2]
- Die Idee des Polenthums. Zwei Bücher polnischer Leidensgeschichte (1848)
- Polen- und Magyarenlieder (1849)
- Göthe’s Wilhelm Meister in seinen socialistischen Elementen entwickelt (1849)
- Der Tod des Tiberius (Tragödie, 1851)
- Corsica. 1854. Societäts-Verlag, Frankfurt (Main) 1988  (ISBN 3-7973-0274-6).
- Geschichte der Corsen. 1854. hohesufer.com, Hannover 2009  (ISBN 978-3-941513-05-1).
- Corsica. Aus meiner Wanderschaft im Sommer 1852. 1854. hohesufer.com, Hannover 2009  (ISBN 978-3-941513-06-8).

Die Geschichte der Corsen und Corsica. Aus meiner Wanderschaft im Sommer 1852 bilden zusammen eine vollständige Neuausgabe des Corsica-Werks von Gregorovius.
- Europa und die Revolution. Leitartikel 1848-1850. Herausgegeben von Dominik Fugger und Karsten Lorek, C. H. Beck, München, 2017.
- Geschichte des römischen Kaisers Hadrian und seiner Zeit. 1851. (online), Neupublikation als Hadrian und seine Zeit. Glanz und Untergang Roms. Edition Flaschenpost im Wunderkammer Verlag, Frankfurt am Main 2011  (ISBN 978-3-941245-08-2).
- Idyllen vom Baltischen Ufer. 1856, Neuauflage 1940. Gräfe und Unzer. Königsberg. hohesufer.com, Hannover 2011  (ISBN 978-3-941513-17-4).
- Die Grabmäler der römischen Päpste. Historische Studien (1857)
- Geschichte der Stadt Rom im Mittelalter. 1859-1872. Neuausgabe, 2. Auflage. 4 Bände. Beck, München, 1988  (ISBN 3-406-07107-4).
- Wanderjahre in Italien. 1856-1877. 5. Auflage, Beck, München, 1997  (ISBN 3-406-42803-7).
  - Der Ghetto und die Juden in Rom. Schocken, Berlin, 1935 (Bücherei des Schocken Verlags n° 46)
- Geschichte der Stadt Athen im Mittelalter. Von der Zeit Justinians bis zur türkischen Eroberung. 1889. dtv, München 1980  (ISBN 3-423-06114-6).
- Lucrezia Borgia: Nach Urkunden und Correspondenzen ihrer eigenen Zeit, 1874, Neuausgabe, Wunderkammer, Neu-Isenburg 2009  (ISBN 978-3-941245-04-4) (= Edition Flaschenpost).
- Neapel und Capri. Insel Verlag, Leipzig 1944 (Insel-Bücherei 340/2)
- Die Insel Capri - Idylle vom Mittelmeer. Wolfgang Jess Verlag, Dresden 1952.
- Capri. Korfu. Idyllen vom Mittelmeer. hohesufer.com, Hannover 2013  (ISBN 978-3-941513-28-0).
- Euphorion. Eine Dichtung aus Pompej in vier Gesängen. F. A. Brockhaus, Leipzig 1858 books.google
- Athenais. Geschichte einer byzantinischen Kaiserin (1882)
- Eine Reise nach Palästina im Jahre 1882. (Erstveröffentlichung 1883 und 1884) C. H. Beck, München 1995  (ISBN 3-406-38546-X).
- Der Kaiser Hadrian. Gemälde der römisch-hellenischen Zeit zu seiner Zeit (1884)
- Kleine Schriften zur Geschichte und Cultur, 3 Bände (1887-1892)
- Gedichte (1892)
- Römische Tagebücher 1852-1889, herausgegeben von Hanno-Walter Kruft und Markus Völkel, Munich, Verlag C. H. Beck, 1991  (ISBN 3-406-34893-9).
- Briefe nach Königsberg. Herausgegeben von Dominik Fugger und Nina Schlüter, C. H. Beck, München 2013  (ISBN 978-3-406-65012-3).
- Poesie und Wissenschaft. Gesammelte deutsche und italienische Briefe. (Digitale Edition), herausgegeben von Martin Baumeister und Angela Steinsiek, Deutsches Historisches Institut in Rom, 2020.

## Source
- (en) Cet article est partiellement ou en totalité issu de l’article de Wikipédia en anglais intitulé « Ferdinand Gregorovius » (voir la liste des auteurs).